# Sint-Eligiuskerk (Zedelgem)

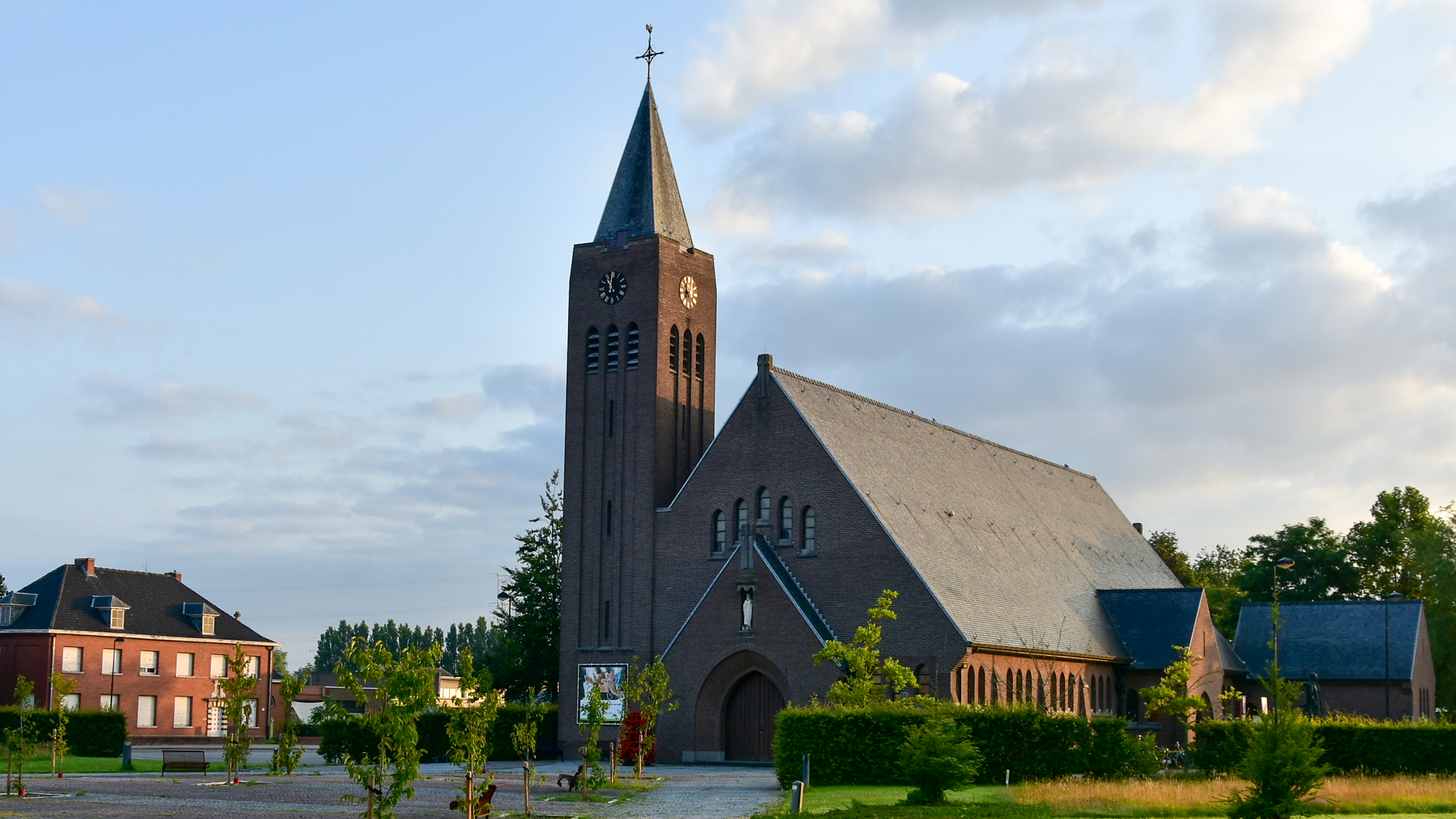
Sint-Eligiuskerk

De Sint-Eligiuskerk is de parochiekerk van de tot de West-Vlaamse gemeente Zedelgem behorende plaats De Leeuw. De kerk is toegewijd aan Eligius, ook bekend als Elooi.

## Geschiedenis
De Leeuw is gegroeid vanuit de industrie van Claeys. In 1938 werd een parochie opgericht en in de fietsenfabriek van Claeys werd een noodkerk ingericht. Deze noodkerk moest in 1950 wijken voor fabrieksuitbreiding, en in een jongensschool werd een nieuwe noodkerk in gebruik genomen.
Hoewel in 1939 al een ontwerp voor een parochiekerk gereed kwam duurde het nog -mede door allerhande strubbelingen- tot 1959 voor de bouw kon beginnen. De kerk werd gebouwd naar het in 1939 door Antoine Dugardyn opgestelde ontwerp. In 1960 werd de kerk gewijd.

## Gebouw
Het is een bakstenen zaalkerk onder hoog zadeldak in een licht historiserende stijl. Aan de noordzijde van de kerk is een aangebouwde bakstenen toren met naaldspits. Het interieur wordt overwelfd door een spits tongewelf. Het orgel is van 1982 en werd gebouwd door de firma Loncke.

## Galerij

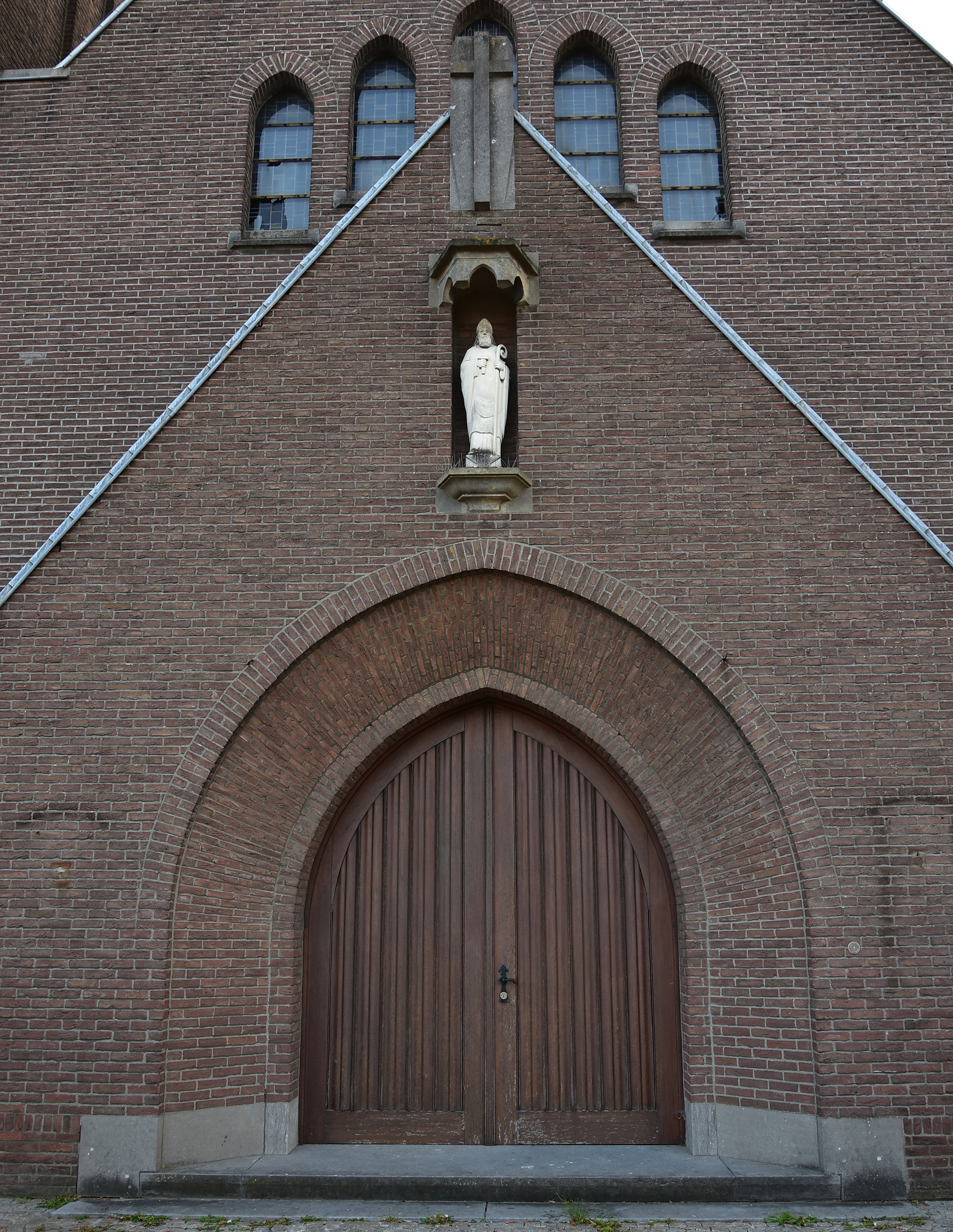
Kerkportaal
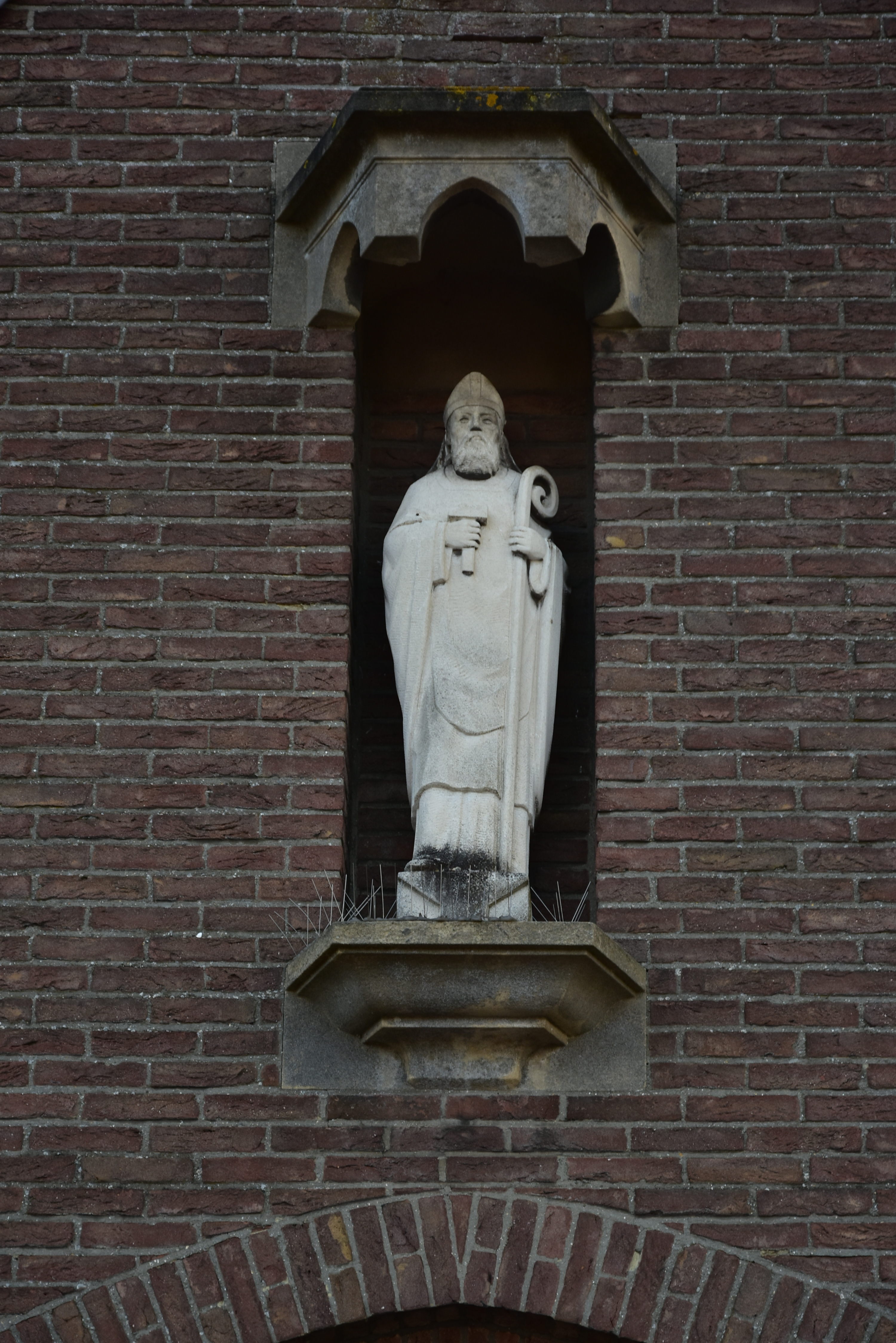
Eligius